# Anno Online
Anno Online est un jeu vidéo de gestion développé par Ubisoft Blue Byte et édité par Ubisoft en 2013 sur navigateur. Le jeu propose un modèle économique free to play. Le jeu a pris fin le 31 janvier 2018
Une version portable a été développée pour iPhone, iPad et Android et elle est sortie à la fin d'année 2014. Cette nouvelle version nommée Anno : Construisez un Empire optimise les contrôles du jeu et s'adapte aux écrans tactiles.

## Système de jeu
Le gameplay ressemble à celui d'Anno 1404. Le but est de construire une cité et de la développer selon les besoins de ses citoyens. Pour cela, il faut bâtir des camps de bûcherons et de minage pour extraire les matières premières. Chaque bâtiment propose des capacités distinctes et permettra le développement de la cité.
Le joueur doit savoir s'adapter en fonction de la demande des citoyens pour pouvoir les satisfaire et augmenter les gains de la cité. De plus, au fur et à mesure de l'aventure, les citoyens demandent au joueur de réaliser des tâches de plus en plus compliquées. Les quêtes permettent également de gagner de l'expérience et offrent de nombreuses surprises pour récompenser le joueur. Les villageois montent progressivement en grade (les pionniers deviennent vassaux, puis marchands et enfin nobles).
L'expansion de la ville dépend de la notoriété, des richesses et de la taille de la ville. Pour cela, le joueur devra également améliorer ses bâtiments commerciaux (marchés...), des cabanes de bûcherons et des mines pour pouvoir avoir un plus grand nombre de ressources disponibles dans la ville. Il existe de nombreux monuments à construire comme la librairie ou le château.

## Features
PvE
PvP